# اندرو اتکینسن هامفریس
اندرو اتکینسن هامفریس (انگلیسی: Andrew A. Humphreys; ۲ نوامبر ۱۸۱۰ – ۲۷ دسامبر ۱۸۸۳) فرد نظامی اهل ایالات متحده آمریکا بود.